# NGC 4872
NGC 4872 ist eine 14,4 mag helle Galaxie mit aktivem Galaxienkern vom Hubble-Typ SB0 im Sternbild Haar der Berenike. Sie ist schätzungsweise 321 Millionen Lichtjahre von der Milchstraße entfernt.
Sie wurde am 11. April 1785 von Wilhelm Herschel mit einem 18,7-Zoll-Spiegelteleskop entdeckt, der dabei nur „two of them“ notierte.